# Hungarian Grand Prix 2013
L'Hungarian Grand Prix 2013 è stato un torneo femminile di tennis giocato sulla terra rossa. È stata la 18ª edizione dell'Hungarian Grand Prix, che fa parte della categoria International nell'ambito del WTA Tour 2013. Si è giocato a Budapest in Ungheria, dal 6 al 14 luglio 2013.

## Partecipanti

### Teste di serie
| Nazionalità | Giocatrice              | Ranking* | Testa di serie |
| ----------- | ----------------------- | -------- | -------------- |
| Rep. Ceca   | Lucie Šafářová          | 30       | 1              |
| Francia     | Alizé Cornet            | 31       | 2              |
| Romania     | Simona Halep            | 32       | 3              |
| Germania    | Annika Beck             | 54       | 4              |
| Svezia      | Johanna Larsson         | 63       | 5              |
| Sudafrica   | Chanelle Scheepers      | 67       | 6              |
| Spagna      | María Teresa Torró Flor | 75       | 7              |
| Georgia     | Anna Tatišvili          | 78       | 8              |

- Ranking al 24 giugno 2013.

### Altre partecipanti
Giocatrici che hanno ricevuto una Wild card:
- Ágnes Bukta
- Réka-Luca Jani
- Vanda Lukács

Le seguenti giocatrici sono entrate direttamente nel main-draw come alternate per le qualificazioni sono state cancellate a causa delle alluvioni che hanno colpito l'Europa orientale.
- Aleksandra Krunić
- Tadeja Majerič
- Shahar Peer
- Valerija Solov'ëva

## Campionesse

### Singolare
Simona Halep ha sconfitto in finale  Yvonne Meusburger per 6-3, 6(7)–7, 6-1.
- È il terzo titolo in carriera per Simona Halep.

### Doppio
Andrea Hlaváčková /  Lucie Hradecká hanno sconfitto in finale  Nina Bratčikova /  Anna Tatišvili per 6-4, 6-1.